# The First Blast of the Trumpet Against the Monstruous Regiment of Women

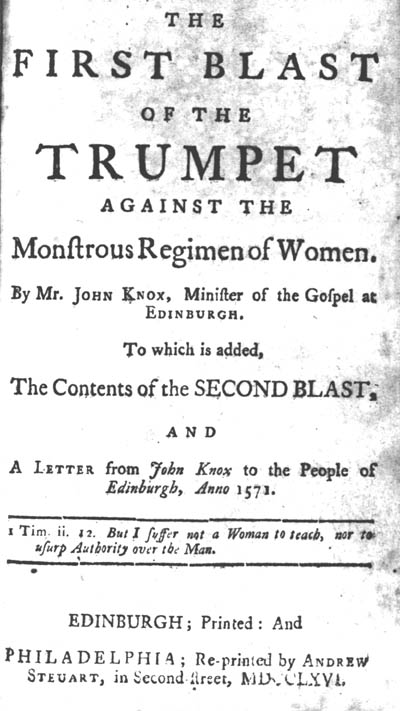
The First Blast of the Trumpet Against the Monstruous Regiment of Women

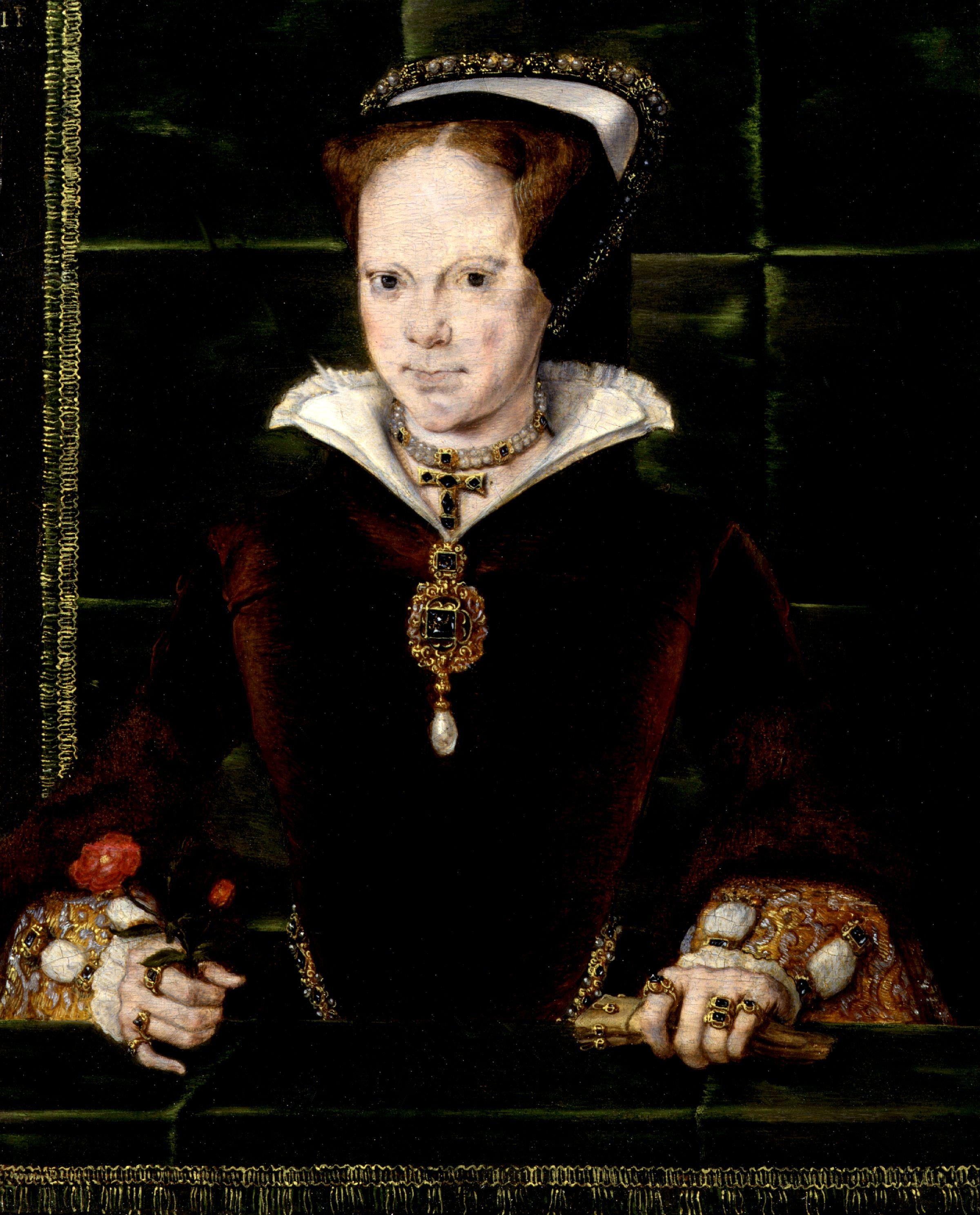
Skriften riktades främst mot katoliken Maria I av England, en kvinnlig regent som vid dess utgivning förföljde protestanter.

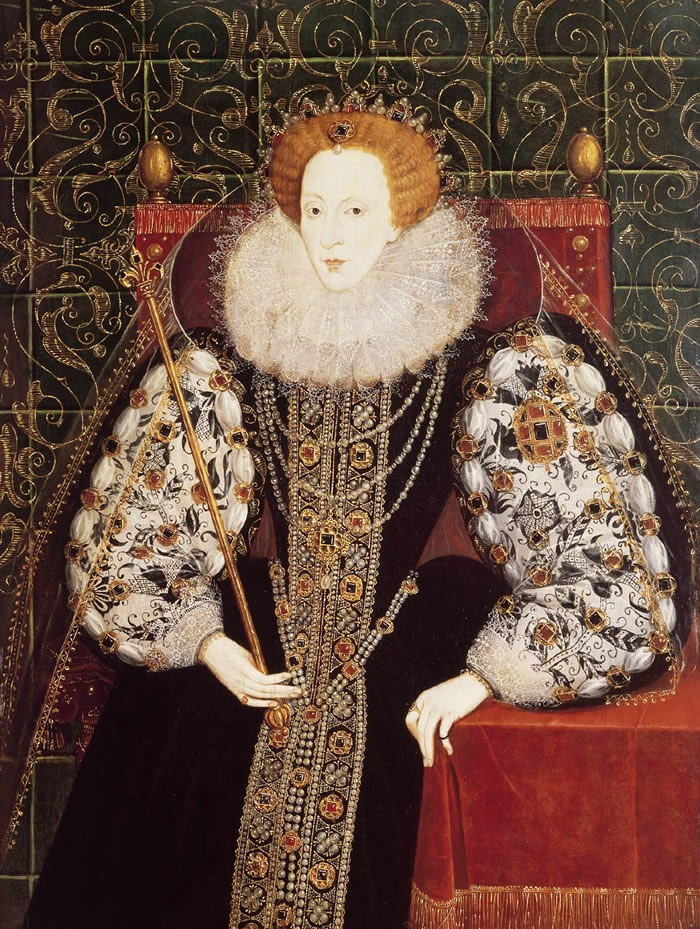
John Knox var beredd att se Elisabeth I av England som ett undantag då hon var protestant, men hon motsatte sig starkt hans mening om kvinnliga regenter.

The First Blast of the Trumpet Against the Monstruous Regiment of Women ("Den Första trumpetstöten mot det onaturliga kvinnostyret") var en polemisk skrift av den protestantiska skotska reformatorn John Knox, som utgavs i Schweiz 1558. Den var ett inlägg i den dåtida religiösa debatten under den protestantiska reformationen. Skriften var misogyn och attackerade kvinnliga makthavare med argumentet att de var onaturliga och gick emot bibelns ord. Den var främst riktad mot de samtida regenterna Maria I av England, Maria av Guise och Maria Stuart, som alla var katoliker och med vilka protestanten Knox befann sig i konflikt, men skriften gjorde också att han kom i konflikt med en protestantisk kvinnlig regent, Elisabet I av England.

## Kontext
John Knox var en av förgrundsgestalterna i den skotska reformationen. Han var verksam som protestantisk predikant och ansågs som en auktoritet på korrekt biblisk religiös doktrin. Han tvingades år 1554 fly från Skottland undan dess katolska regent. Vid denna tid låg Skottland under dubbelt kvinnligt styre, då landet styrdes av Maria av Guise, som fungerade som ställföreträdande regent för sin dotter, Skottlands monark Maria Stuart (båda katoliker); även England styrdes vid denna tid av en kvinnlig katolik, Maria I av England. 
Under sin exil på kontinenten diskuterade Knox kvinnors styre med reformatorerna Jean Calvin och Heinrich Bullinger. Medan Knox ansåg att regerande kvinnor var något onaturligt, menade både Calvin och Bullinger att kvinnliga regenter var acceptabla när situationen gjorde det nödvändigt. År 1557 bjöds John Knox att återvända till Skottland, men fick vid sin ankomst till hamnstaden Dieppe veta att inbjudan var återtagen. Knox skrev då denna skrift utan sin annars vanliga konsultation med sin församling och fick den publicerad med hjälp av Jean Crespin.

## Budskap
I "First Blast" framfördes tre huvudsakliga argument mot varför det var fel av kvinnor att regera: i första hand därför att det var mot naturen; i andra hand för att det var mot Guds bud; och i tredje hand därför att det var att omkullkasta den naturliga ordningen. 
John Knox åsikt om regerande kvinnor grundades delvis på en samtida uppfattning om kvinnors roll, natur och förmåga: det var under denna tid en vanlig uppfattning att kvinnliga regenter var något negativt, trots att det var vanligt att kvinnor regerade både i egen rätt och som ställföreträdande regenter för sina omyndiga barn eller under sina makars frånvaro eller sjukdom. Delvis byggde dock Knox även sin åsikt på den teologiska tesen att kvinnliga regenter gick emot Guds bud, och att inga historiska eller naturliga omständigheter kunde rättfärdiga en kvinnas styre. Detta var ett mer ovanligt argument, eftersom regerande kvinnor visserligen var impopulära men ändå accepterade och religiösa argument inte brukade användas mot dem. Knox byggde sina teologiska argument på bibelstudier och menade att inga kvinnliga regenter förekom i bibeln, och att Eva hade skapats efter Adam och hade bestraffats av Gud med att alltid komma efter mannen i rangordning och var en lägre stående spegelbild av honom. 
Han menade att bibelns  Debora och Huldah var undantag utsedda direkt av Gud för att predika hans ord, och att de kvinnor i bibeln som hade tillåtits ärva egendom hade fått göra detta på villkor att de gifte sig inom sin stam. Som kontrast hade både Maria I av England och Maria Stuart av Skottland ärvt sina troner, men båda hade genom äktenskap placerat utländska makthavare på sina troner och därmed förrått sitt folk till katoliker: Maria I hade gift sig med Filip II av Spanien och Maria Stuart hade gift sig med Frans II av Frankrike, och båda hade gjort sina män till sina medregenter jure uxoris. Knox var öppen för att en kvinnlig regent kunde visa sig vara en "Deborah", det vill säga ett Guds undantag som hade placerats på sin tron för att predika Guds ord (i detta fall: införa reformationen), men varken Maria I, Maria av Guise eller Maria Stuart var välvilligt inställda till reformationen. 
Knox förde fram den då radikala idén att undersåtar inte var skyldiga trohet mot sin monark om denna var en kvinna och därmed gick emot Guds bud, och att lagen inte spelade någon roll om den gick emot Guds ord.

## Reaktioner
Medan många ur Knox samtid inte såg något kontroversiellt i åsikten att kvinnliga makthavare var onaturliga och negativa, var hans teologiska argument mot kvinnliga regenter inte lika accepterade. Framför allt fanns ett stort motstånd mot tanken att ett lands medborgare hade rätt att avsätta en kvinnlig monark, även om hon hade tillträtt tronen enligt landets lag, bara på grund av hennes kön: den allmänna åsikten i samtiden var att även om en kvinnlig regent var en olycka, var alla undersåtar skyldiga att lyda sin lagliga monark oavsett vilket kön denna hade. Det var denna sista punkt som gjorde att Knox' verk ansågs revolutionärt och fick ett visst dåligt rykte i samtiden. 
Samtida författare som Jean Bodin, George Buchanan, Francois Hotman och Montaigne gav Knox sitt medhåll, men deras inlägg i frågan blev aldrig lika kända. Christopher Goodman och Anthony Gilby skrev verk mot kvinnliga regenter som blev nästan lika kända, men de riktade sig uteslutande mot kvinnliga regenter om dessa var katoliker, inte mot protestantiska kvinnliga regenter. 
En del samtida debattörer, som Matthew Parker, John Foxe, Laurence Humphrey, Edmund Spenser, och John Lesley motsatte sig hans tes, och Jean Calvin och Theodore Beza bannlyste hans skrift. John Aylmer utgav 1559 "An Harborowe for Faithful and Trewe Subjectes Agaynst the Late Blowne Blaste, Concerninge the Government of Wemen" som respons till Knox, där han menade att bibeln inte alltid var Guds sätt att förklara rätt och fel utan ibland helt enkelt var historiska händelser, och att även om det var ovanligare för kvinnor att regera än män betydde det inte att det var onaturligt, då sådana fenomen som en tvillingfödsel också var ovanlig men ändå naturlig.

## Konsekvenser
John Knox återvände till Skottland strax efter att han hade författat The First Blast, och bad Skottlands regent Maria av Guise om tillstånd att predika och uppmanade henne att införa reformationen. Då hon vägrade, uppmanade han framgångsrikt den skotska adeln att göra uppror mot henne, något som utlöste reformationen i Skottland. 
Strax efter publiceringen av The First Blast avled den katolska Maria I av England och efterträddes av sin protestantiska syster Elisabet I av England. Knox önskade då se Elisabet som ett undantag, en "Deborah" på grund av hennes protestantism. Elisabet genomförde mycket riktigt reformationen i England, men hon reagerade med ogillande inför The First Blast. Hon uttryckte sitt ogillande mot Jean Calvin för att han hade tillåtit den publiceras i Geneve (något som fick Calvin att bannlysa den), förbjöd boken i England och förvisade Knox anhängare. Knox själv förvägrades inträde i England, och även om hon stödde de skotska protestanterna i deras uppror med engelska trupper, hölls Knox utanför allt samarbete med Elisabet. Knox medgav att The First Blast hade kostat honom hans anseende och möjligheter i England, men att han inte ångrade eller tog tillbaka sin åsikt. 
Vid Maria av Guises död 1560, påpekade Knox att hennes egen och hennes make och söners förtidiga död var ett Guds straff som hon kunde ha undvikit om hon lyssnat till hans ord i The First Blast. När Maria Stuart anlände till Skottland 1561 för att uppta sin personliga regering, höll han predikningar mot henne på grund av att hon var katolik och kvinnlig regent, något som orsakade konflikt mellan dem.